# アルフォンソ3世・デステ
アルフォンソ3世・デステ （Alfonso III d'Este, 1591年10月22日 - 1644年5月26日）は、モデナ＝レッジョ公。

## 生涯
チェーザレ・デステと妃ヴィルジニアの長男として、フェラーラで生まれた。1613年、ルッカとの戦いに加わり、1617年には父チェーザレの公位継承に異議を唱えたエルコレ・ペポリ伯の暗殺で第一の役割を果たした。
1608年、イザベッラ・ディ・サヴォイア（サヴォイア公カルロ・エマヌエーレ1世の娘）と結婚。心底イザベッラを愛していた彼は、1626年に妻に先立たれてから聖職に就くことを考え出した。父チェーザレが1628年に亡くなり公位を継承するが、翌1629年7月、サッスーロの城で自分の退位を宣言。9月8日に、彼はカプチン派の修道士となり、ジャンバッティスタ・ダ・モデナ僧と改名した。
アルフォンソは、公国が黒死病で大打撃を受けた1630年から1631年にかけ、瀕死の民衆の説教師及び介助者として著名な存在だった。彼はのちモデナへ戻るが、彼のまじめくさった講話に対する宮廷の反応は冷ややかなものだった。彼は、嫡子フランチェスコ1世・デステの寄進した、カステルヌオーヴォ・ディ・ガルファニャーナの修道院に引退し、そこで1644年に死んだ。

## 子女
妻との間に9男5女の14人の子女をもうけ、うち8人（6男2女）が成人した。
- チェーザレ（1609年 - 1613年）
- フランチェスコ（1610年 - 1658年） - モデナ公
- オビッツォ（1611年 - 1644年） - モデナ司教
- カテリーナ（1613年 - 1628年）
- チェーザレ（1614年 - 1677年）
- アレッサンドロ（1615年）
- カルロ（1616年 - 1679年）
- リナルド（1618年 - 1672年） - 枢機卿、レッジョ司教
- マルゲリータ（1619年 - 1692年） - 1647年、グアスタッラ公フェランテ3世と結婚
- ベアトリーチェ（1620年）
- ベアトリーチェ（1622年 - 1623年）
- フィリベルト（1623年 - 1645年）
- ボニファツィオ（1624年）
- アンナ（1626年 - 1690年） - 1656年、ミランドラ公アレッサンドロ2世・ピコ・デッラ・ミランドラと結婚